# Rošići
Rošići falu Bosznia-Hercegovinában, a Bosznia-hercegovinai Föderáció Una-Szanai kantonjában.

## Fekvése
Bosznia-Hercegovina északnyugati részén, Bihácstól légvonalban 27, közúton 42 km-re északra, Cazin központjától légvonalban 12, közúton 19 km-re észak-északnyugatra levő erdős, dombos vidéken, a Cazintól Velika Kladušára vezető főúttól nyugatra fekszik. 

## Népessége
| Nemzetiségi csoport | Népesség 1991 | Népesség 2013 |
| ------------------- | ------------- | ------------- |
| Szerb               | 0             | 1             |
| Bosnyák             | 525           | 432           |
| Horvát              | 0             | 1             |
| Jugoszláv           | 5             | 0             |
| Egyéb               | 1             | 88            |
| Összesen            | 531           | 522           |

## Története
A falu muszlim közössége a pećigradi gyülekezethez tartozik, ahol a mecset is áll.